# WK Winnica
WK Winnica (ukr. ВК Вінниця, WK Winnycia) – ukraiński męski klub piłki siatkowej z siedzibą w Winnicy założony w 2004 roku. Brązowy medalista Mistrzostw Ukrainy, półfinalista Pucharu Ukrainy.
W najwyższej klasie rozgrywkowej zadebiutował w sezonie 2009/2010. 

## Chronologia nazw klubu
- 2004–2006: SDJuSSz Winnica (ukr. «СДЮСШ» Вінниця)
- 2006–2009: SDJuSSz-WDAU Winnica (ukr. «СДЮСШ-ВДАУ» Вінниця)
- 2010–2011: SDJuSSz-Micnyj horiszok Winnica (ukr. «СДЮСШ-Міцний горішок» Вінниця)
- 2011–2012: SDJuSSz-WNAU Winnica (ukr. «СДЮСШ-ВНАУ» Вінниця)
- 2012–2014: WNAU Winnica (ukr. «ВНАУ» Вінниця)
- 2014–2017: WK Winnica (ukr. ВК Вінниця)
- od 2017: WK MHP-Winnica (ukr. ВК «МХП-Вінниця»)

## Historia
Klub założony został jako SDJuSSz Winnica w 2004 roku w ramach regionalnej specjalistycznej szkoły sportowej dla dzieci i młodzieży Winnicy (ukr. Winnyćka obłasna specializowana dytiaczo-junaćka sportywna szkoła). Od sezonu 2004/2005 do końca sezonu 2006/2007 występował w trzeciej klasie rozgrywek klubowych (tj. 1. lidze lub Dywizji "B" Wyższej Ligi). W sezonach 2007/2008 oraz 2008/2009 rywalizował w Wyższej Lidze "A" (drugi poziom rozgrywek klubowych). W pierwszym sezonie zajął 3. miejsce, natomiast w drugim - 2. miejsce. Po zwycięstwie w barażu z zespołem Zakarpattia-ZAKHU Użhorod uzyskał prawo gry w najwyższej klasie rozgrywkowej.
W 2006 roku klub nawiązał współpracę z Winnickim Państwowym Uniwersytetem Rolniczym (ukr. Вінницький державний аграрний університет, Winnyćkyj derżawnyj ahrarnyj uniwersytet) i przyjął nazwę SDJuSSz-WDAU Winnica.
W sezonie 2009/2010 klub zadebiutował w Superlidze. Zajął w niej przedostatnie - 6. miejsce i ponownie został relegowany do Wyższej Ligi. Od stycznia 2010 roku klub występował pod nazwą SDJuSSz-Micnyj horiszok Winnica. W sezonie 2010/2011 został wicemistrzem Wyższej Ligi, uzyskując prawo gry w barażach o Superligę, w których uległ zespołowi Burewisnyk-SzWSM Czernihów. W sezonie 2011/2012 ponownie zmagania w Wyższej Lidze zakończył na 2. miejscu, w barażach o Superligę przegrał natomiast z klubem Nowator Chmielnicki. W tym sezonie klub występował pod nazwą SDJuSSz-WNAU Winnica.
W wyniku wycofania się z rozgrywek klubów Nowator Chmielnicki oraz Impeksahro Sport Czerkasy zespół z Winnicy powrócił do Superligi. Przed sezonem 2012/2013 klub zakończył współpracę ze szkołą sportową SDJuSSz i od tego momentu występował pod nazwą WNAU Winnica. W tym sezonie zajął 6. miejsce w Superlidze. Wynik powtórzył w kolejnym sezonie. W 2014 roku klub zakończył współpracę z Winnickim Narodowym Uniwersytetem Rolniczym i od sezonu 2014/2015 do końca sezonu 2016/2017 grał jako WK Winnica. W sezonie 2016/2017 zdobył brązowy medal Mistrzostw Ukrainy.
Od sezonu 2017/2018 sponsorem tytularnym klubu jest przedsiębiorstwo Myroniwski chliboprodukt (ukr. Миронівський хлібопродукт), a klub występuje pod nazwą WK MHP-Winnica.

## Bilans sezonów
| Sezon     | Rozgrywki ligowe | Rozgrywki ligowe | Puchar Ukrainy |
| Sezon     | Poziom           | Miejsce          | Puchar Ukrainy |
| --------- | ---------------- | ---------------- | -------------- |
| 2004/2005 | 1. liha          | 10.              |                |
| 2005/2006 | Wyszcza liha "B" | 3.               |                |
| 2006/2007 | 1. liha          | 2.               |                |
| 2007/2008 | Wyszcza liha "A" | 3.               |                |
| 2008/2009 | Wyszcza liha "A" | 2.               |                |
| 2009/2010 | Superliha        | 6.               | I runda        |
| 2010/2011 | Wyszcza liha     | 2.               | II runda       |
| 2011/2012 | Wyszcza liha     | 2.               | II runda       |
| 2012/2013 | Superliha        | 6.               | IV runda       |
| 2013/2014 | Superliha        | 6.               | 4. miejsce     |
| 2014/2015 | Superliha        | 4.               | IV runda       |
| 2015/2016 | Superliha        | 6.               | IV runda       |
| 2016/2017 | Superliha        | 3.               | półfinał       |
| 2017/2018 | Superliha        | 5.               | półfinał       |
| 2018/2019 | Superliha        | 3.               | 3. miejsce     |
| 2019/2020 | Superliha        | —                | IV runda       |
| 2020/2021 | Superliha        | 5.               | 4. miejsce     |
| 2021/2022 | Superliha        | 7.               |                |
| 2022/2023 | Superliha        | 5.               |                |

Poziom rozgrywek:
     pierwszy poziom
     drugi poziom
     trzeci poziom

## Występy w europejskich pucharach
Klub WK Winnica jak dotychczas nie występował w europejskich pucharach.

## Sukcesy
- Mistrzostwa Ukrainy:
  -  3 miejsce (1x): 2017, 2019

## Kadra
Sezon 2018/2019
- Trener:  Vasif Talıbov

| Nr | Imię i nazwisko     | Data ur. | Wzrost | Pozycja      |
| -- | ------------------- | -------- | ------ | ------------ |
| 1  | Dmytro Kanajew      | 1997     | 177    | libero       |
| 2  | Artem Skorochod     | 1990     | 198    | atakujący    |
| 3  | Denys Danyłow       | 1991     | 213    | środkowy     |
| 4  | Andrij Bilinśkyj    | 2001     | 189    | przyjmujący  |
| 6  | Witalij Kuczer      | 1997     | 199    | przyjmujący  |
| 7  | Dmytro Suchinin     | 1987     | 195    | przyjmujący  |
| 9  | Mykoła Dawymoka     | 2001     | 192    | środkowy     |
| 10 | Ołeksandr Prokopeć  | 1989     | 196    | rozgrywający |
| 13 | Pyłyp Harmasz       | 1989     | 192    | libero       |
| 14 | Jewhen Polit'ko     | 2000     | 198    | przyjmujący  |
| 16 | Andrij Jakowuneć    | 2001     | 194    | rozgrywający |
| 17 | Heorhij Kłepko      | 1997     | 200    | środkowy     |
| 18 | Kostiantyn Riabucha | 1988     | 202    | środkowy     |